# 전혜성 (소설가)
전혜성(1960년 ~ )은 대한민국의 소설가이다.

## 생애
전혜성은 1960년 부산에서 태어나 이화여자대학교 철학과 및 동대학원을 졸업했다. 영화 잡지의 기자를 거쳐 극작가로 활동하며 《무소의 뿔처럼 혼자서 가라》, 《아마조네스의 꿈》 등의 소설을 희곡으로 각색하기도 했다. 1995년부터 본격적으로 소설을 쓰기 시작해서 2년만에 장편 소설 《마요네즈》를 완성했고, 《마요네즈》는 1997년 제2회 문학동네신인작가상 수상작이 되었다. 《마요네즈》는 1999년 영화화되었고, 전혜성이 각색을 맡았으며, 이 영화는 제5회 인도 케라라국제영화제에서 '그랑프리'를 수상하였다.
《마요네즈》로 작품활동을 시작하여 장편소설 《트루스의 젖가슴》, 《소기호씨 부부의 집나들이》 등을 썼다. 대산창작기금, 문예 진흥 기금을 받기도 하였다.

## 저서
- 《마요네즈》(문학동네, 1997년) ISBN 8982810706
- 《트루스의 젖가슴》(문이당, 2002년) ISBN 8974561913
- 《소기호씨 부부의 집나들이 》(문학동네, 2004년) ISBN 8982818138